# 450 î.Hr.
Milenii: Mileniul al II-lea î.Hr. - Mileniul I î.Hr. - Mileniul I
Secole: Secolul al V-lea î.Hr. - Secolul al IV-lea î.Hr. - Secolul al III-lea î.Hr.
Decenii: Anii 500 î.Hr. Anii 490 î.Hr. Anii 480 î.Hr. Anii 470 î.Hr. Anii 460 î.Hr. - Anii 450 î.Hr. - Anii 440 î.Hr. Anii 430 î.Hr. Anii 420 î.Hr. Anii 410 î.Hr. Anii 400 î.Hr.
Ani: 455 î.Hr. 454 î.Hr. 453 î.Hr. 452 î.Hr. 451 î.Hr. - 450 î.Hr. - 449 î.Hr. 448 î.Hr. 447 î.Hr. 446 î.Hr. 445 î.Hr.

## Evenimente

### Europa

#### Lumea greacă

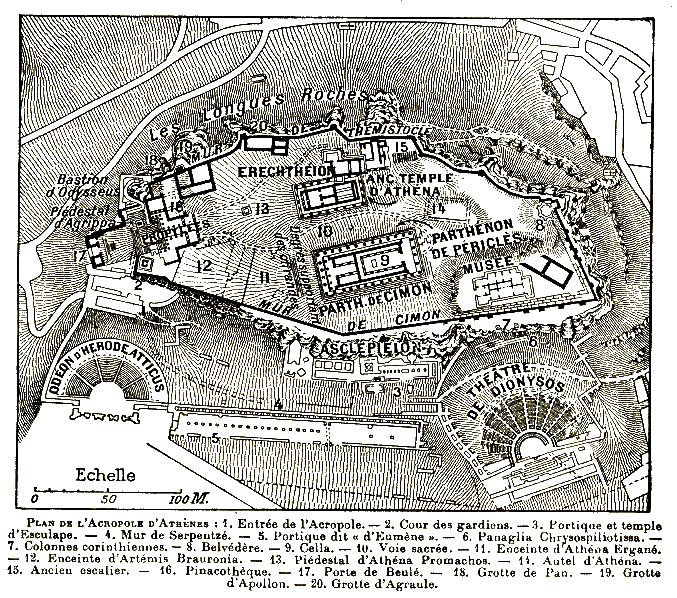
Planul Acropolei

- La Atena, decretul de reconstrucție a Acropolei. Începerea construcției Theseionului, templu dedicat probabil lui Hephaistos, și care va fi terminat pe la 440 î.Hr.
- Victoria lui Cimon[1] asupra perșilor în Cilicia. Apoi strategul atenian ia Marion în Cipru, dar este ucis în fața Citiumului. Expediția sa a mobilizat 200 de nave, dintre care 60 au fost trimise în Egipt.
- Herodot vizitează Egiptul.

#### Macedonia
- Oerdiccas al II-lea îi succede regelui Alexandru I al Macedoniei; (dată aproximativă).

#### Lumea romană
- 15 mai: La Roma, alegerea pentru un an al celui de-al doilea colegiu al Decemvirilor: Appius Claudius, M. Cornelius Maluginensis, M. Sergius, L. Minucius, Q. Fabius Vibulanus, Q. Poetelius, T. Antonius Merenda, C. Duillius, S. Opius Cornicen, M. Rabuleius. Ei erau încă la putere la idele lui mai, la sfârșitul mandatului lor.

## Economie și societate
- Cetățile Etruriei sunt în declin, dar cele de pe valea Padului, Bologna sau Spina, prosperă.
- La Roma, proprietatea colectivă a familiilor patriciene face loc, în mod progresiv, proprietății individuale. Numărul familiilor patriciene este în creștere.

## Arte, Științe, Literatură și Filosofie

### Artă și cultură

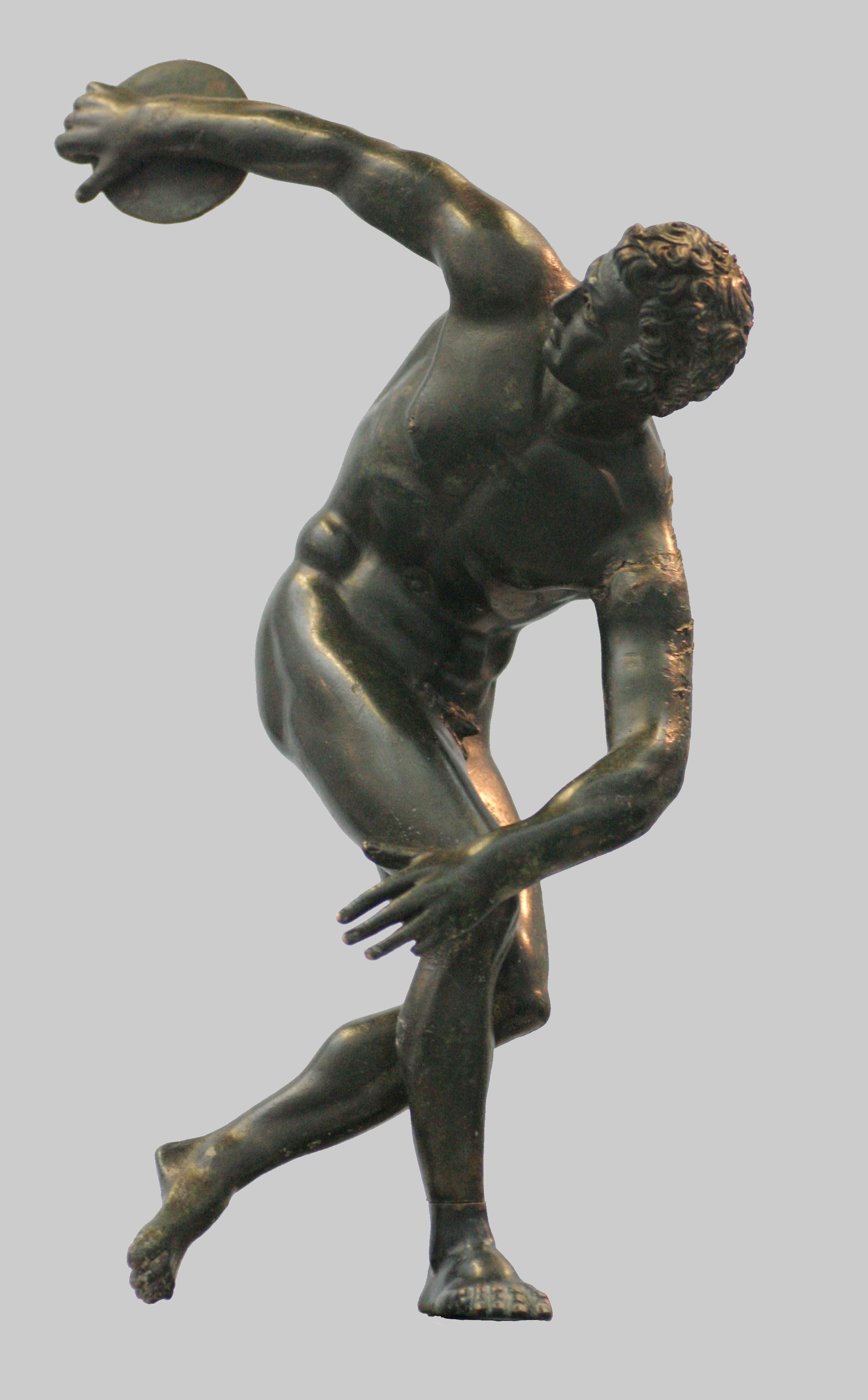
Copia romană a statuii „Discobolul” de Miron

- În Sicilia, oratorii Corax și Tisias codifică pentru prima dată procedeele retoricii.
- Sculptorul grec Miron face o statuie de bronz, cunoscută sub denumirea de Discobolul. O copie romană se află acum la British Museum.

## Nașteri
- Alcibiade, om politic și comandant atenian (d. 404 î.Hr.)

## Decese
- Cimon, strateg atenian (n. 510 î.Hr.)